# Gudrun Burwitz

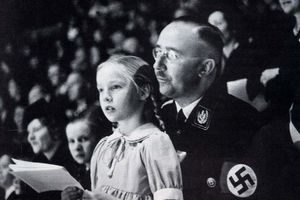
Gudrun z ojcem w 1935

Gudrun Burwitz, z domu Himmler (ur. 8 sierpnia 1929 w Monachium, zm. 24 maja 2018 tamże) – jedyna córka Heinricha Himmlera i jego żony Margarete Boden.

## Życiorys
Dzieciństwo i młodość Gudrun Burwitz przypadły na czasy III Rzeszy i II wojny światowej. Towarzyszyła ojcu w podróżach służbowych, w tym także wizytacjach obozów koncentracyjnych. Po jednej z nich napisała w swoim dzienniku: „Dziś byliśmy w KL Dachau. Widzieliśmy zielnik, grusze i obrazy, które namalowali więźniowie. Śliczne!” W chwili śmierci ojca miała niespełna 16 lat.
Po zakończeniu II wojny światowej przez 4 lata przebywała wraz z matką w areszcie pod nadzorem Brytyjczyków. Mieszkała z nią także w zakładzie fundacji Bethel. Wyszła za mąż za dziennikarza o neonazistowskich poglądach dr. Wulfa-Dietera Burwitza. Para doczekała się dwojga dzieci.
Gudrun Burwitz poświęciła się pielęgnowaniu pamięci o ojcu. Mieszkała w domu starców koło Monachium. Była zaangażowana w pomoc i wspieranie byłych nazistowskich funkcjonariuszy III Rzeszy w ramach organizacji Cicha Pomoc (Stille Hilfe). Była aktywna od 1951 roku. Wspierała m.in. Antona Mallotha, Klausa Barbiego, Ericha Priebke, oskarżonych w procesie załogi Majdanka oraz Ernę Wallisch.
Przyczyniła się także do założenia w 1952 roku młodzieżowej organizacji Wiking-Jugend, zakazanej przez rząd niemiecki w 1994 roku. Przyjaźniła się z holenderską prawicową działaczką Florentine Rost van Tonningen – żoną Rosta van Tonningena. Brała udział w spotkaniach weteranów SS, organizowanych przez karyncką FPÖ. Sponsorowała również stale działalność młodych ruchów neonazistowskich.
Oliver Schröm w swojej książce opisującej działalność Cichej Pomocy nazwał Burwitz „olśniewającą nazistowską księżniczką posiadającą status bóstwa dla tych, którzy wierzą w stare, dobre czasy”. O Gudrun Burwitz mówi się, iż „do tej pory zachowała miłość do zbrodniczego systemu i w miarę swoich możliwości stara się nadal mu służyć, choć nie na polu walki, tylko pomagając tym, którzy za brunatną przeszłość mają być dziś osądzeni”.